# Чемпионат России по пляжному самбо 2022
2-й чемпионат России по пляжному самбо прошёл в городе Анапа 20-23 мая 2022 года в спортивно-учебно-оздоровительном центре «Волей Град» имени Юрия Сапеги. 120 участников соревновались в 8 весовых категориях (4 — у женщин и 4 — у мужчин) и в состязаниях смешанных команд. Главным судьёй соревнований был Игорь Пшеничных из Кинешмы, главным секретарём — Айнур Зарипов (Татарстан).
Соревнования были отборочными на чемпионат мира по пляжному самбо 2022 года в городе Бат-Ям (Израиль).

## Медалисты

### Мужчины
| Весовая категория | Золото                       | Серебро                           | Бронза                                                   |
| ----------------- | ---------------------------- | --------------------------------- | -------------------------------------------------------- |
| до 58 кг          | Толобек Бекетов Москва       | Арман Гамбарян Анапа              | Рудольф Яврумян Армавир Эдуард Мурадян Армавир           |
| до 71 кг          | Абумуслим Махдиев Курганинск | Эрик Амиршадян Анапа              | Али Турсунов Верхняя Пышма Иван Захаров Дзержинский      |
| до 88 кг          | Александр Дурноян Анапа      | Турпалали Гусиханов Верхняя Пышма | Антон Суровцев Москва Андрей Перепелюк Москва            |
| свыше 88 кг       | Артур Хапцев Верхняя Пышма   | Григорий Алексеев Санкт-Петербург | Александр Горбаль Курган Илья Калашников Санкт-Петербург |

### Женщины
| Весовая категория | Золото                       | Серебро                      | Бронза                                                   |
| ----------------- | ---------------------------- | ---------------------------- | -------------------------------------------------------- |
| до 50 кг          | Софья Емелюкова Чебоксары    | Татьяна Фёдорова Чебоксары   | Полина Рубель Москва Анастасия Храмова Владивосток       |
| до 59 кг          | Эльмира Кахраманова Мытищи   | Алия Биккужина Москва        | Дина Воронина Анапа Вера Лоткова Екатеринбург            |
| до 72 кг          | Олеся Посылкина Екатеринбург | Камила Бадурова Екатеринбург | Валерия Ломакина Москва Евгения Фомичёва Пермь           |
| свыше 72 кг       | Мария Шекерова Казань        | Елена Хакимова Бузулук       | Гюльназ Азизова Москва Диана Пискунова Красноярский край |

### Смешанные команды
| Весовая категория | Золото | Серебро                     | Бронза                                                      |
| ----------------- | ------ | --------------------------- | ----------------------------------------------------------- |
| до 50 кг          | Москва | Уральский федеральный округ | Южный федеральный округ-1 (Анапа) Южный федеральный округ-2 |